# 馬祖話
馬祖話（平話字：Mā-cū-huâ）是馬祖列島居民的溝通語言:11。馬祖話是閩東語的一種方言，屬侯官片。馬祖話為廣義福州話中的一種方言，與福州市長樂區的長樂話最為接近。使用者最常稱其為「福州話」:65，馬祖人在使用福州話介紹母語時會稱之為「平話」（國際音標：[paŋ˧˩ ŋuɑ˩˧˩]），意思是平常生活使用的語言。在中華民國福建省連江縣官方教學上稱之為「馬祖閩東語」或「馬祖福州語」。中華民國文化部《國家語言發展報告》中優先使用書面建議用語為「馬祖語」:66-68。

## 歷史
馬祖地區在歷史上長期屬於連江縣管轄，原住民大多來自福州十邑一帶的長樂和連江，也有少數來自福清，來自興化（莆仙）和閩南地區的移民只佔極少數，因此長樂、連江、福清的福州語長期是優勢語言。馬祖話與長樂區的長樂話最為接近，與福州市區通行的福州話可以互通。在馬祖列島，操長樂口音的人數佔八成以上；其次為連江口音，早期聚居在南竿島津沙村；操福清口音的人口，則散居全縣各地。
除了操長樂、連江、福清福州語的住民之外，馬祖還有少數來自泉州使用閩南片的移民，以及來自莆田、操莆仙片的移民。由於馬祖話在馬祖處於絕對優勢地位，這些移民中，老一輩大多數能同時使用自己的母語和馬祖話；而年輕一輩則一般只會說馬祖話。

## 語言學劃分
語言學家李方桂在1937年將福建方言分為閩北語、閩南語，福州語屬於閩北語，這屬於早期的「閩語二分法」。
1960年代以後，學者潘茂鼎等人因傳統閩南語、閩北語劃分法範圍過大，除了閩北語項下之方言彼此難以溝通，同時福建方言的山海差異更甚於南北差異，因此將福建方言五分，原「閩南語」拆分為閩南語、閩中語和莆仙語，原「閩北語」一拆為二，分為閩北語、閩東語，福州語屬閩東語。
美國漢學家、閩語研究專家羅杰瑞在1990年代提出閩語六分法，其中將福建海線之閩南語、莆田語、福州語都歸為閩東之語。
2012年在新版《中國語言地圖集》裡，將馬祖話歸類為閩語閩東片侯官小片。

## 音韻體系
馬祖話與福州話在聲母、韻母上完全相同。聲調方面，雖然同為七個聲調，但實際發音與福州話不大一樣。

### 聲母
馬祖話有十七個聲母。
|        | 塞音                | 擦音     | 塞擦音                | 鼻音     | 邊音     |
| 雙唇音 | [pʰ] (波), [p] (邊) | [β]      |                       | [m] (蒙) |          |
| 齒齦音 | [tʰ] (他), [t] (低) | [s] (時) | [tsʰ] (出), [ts] (曾) | [n] (日) | [l] (柳) |
| 齦後音 |                     | [ʒ]      |                       |          |          |
| 舌根音 | [kʰ] (氣), [k] (求) | [h] (喜) |                       | [ŋ] (語) |          |
| 聲門音 | [ʔ] (鶯)            |          |                       |          |          |

其中，[β]和[ʒ]這兩個聲母不在單字中出現，僅在連讀時出現（見下文）。

### 韻母
馬祖話有46個韻母，每個韻母分為緊韻和鬆韻。一個字具體應該讀鬆韻還是緊韻，由該字的聲調來決定（見下文）。下表中，標註的音標中，左邊為緊韻，右邊為鬆韻。
| 簡單元音 | 簡單元音 | 復合元音 | 復合元音 | 鼻音韻尾[-ŋ] | 鼻音韻尾[-ŋ] | 入聲韻尾[-ʔ] | 入聲韻尾[-ʔ] |
| 緊韻     | 鬆韻     | 緊韻     | 鬆韻     | 緊韻         | 鬆韻         | 緊韻         | 鬆韻         |
| [a] 蝦   | [ɑ] 罷   | [ia] 寫  | [iɑ] 夜  | [aŋ] 三      | [ɑŋ] 汗      | [aʔ] 盒      | [ɑʔ] 鴨      |
| [ɛ] 街   | [a] 細   | [ie] 雞  | [iɛ] 毅  | [iŋ] 人      | [ɛiŋ] 任     | [øʔ] 扔      | [œʔ] 嗝      |
| [œ] 驢   | [ɔ] 告   | [iu] 秋  | [ieu] 笑 | [uŋ] 春      | [ouŋ] 鳳     | [eʔ] 漬      | [ɛʔ] 咩      |
| [o] 哥   | [ɔ] 抱   | [ua] 花  | [uɑ] 話  | [yŋ] 銀      | [øyŋ] 頌     | [oʔ] 樂      | [ɔʔ] 閣      |
| [i] 喜   | [ɛi] 氣  | [uo] 科  | [uɔ] 課  | [iaŋ] 驚     | [iɑŋ] 命     | [iʔ] 力      | [ɛiʔ] 乙     |
| [u] 苦   | [ou] 怒  | [yo] 橋  | [yɔ] 銳  | [ieŋ] 天     | [iɛŋ] 見     | [uʔ] 勿      | [ouʔ] 福     |
| [y] 豬   | [øy] 箸  | [ai] 紙  | [ɑi] 再  | [uaŋ] 歡     | [uɑŋ] 換     | [yʔ] 肉      | [øyʔ] 竹     |
|          |          | [au] 郊  | [ɑu] 校  | [uoŋ] 王     | [uɔŋ] 象     | [iaʔ] 擲     | [iɑʔ] 察     |
|          |          | [ɛu] 溝  | [ɑu] 構  | [yoŋ] 鄉     | [yɔŋ] 樣     | [ieʔ] 熱     | [iɛʔ] 鐵     |
|          |          | [øy] 催  | [ɔy] 罪  | [ɛiŋ] 恒     | [aiŋ] 硬     | [uaʔ] 活     | [uɑʔ] 法     |
|          |          | [uai] 我 | [uɑi] 怪 | [ouŋ] 湯     | [ɔuŋ] 寸     | [uoʔ] 月     | [uɔʔ] 郭     |
|          |          | [ui] 杯  | [uoi] 歲 | [øyŋ] 桶     | [ɔyŋ] 洞     | [yoʔ] 藥     | [yɔʔ] 弱     |
|          |          |          |          |              |              | [ɛiʔ] 賊     | [aiʔ] 黑     |
|          |          |          |          |              |              | [ouʔ] 學     | [ɔuʔ] 骨     |
|          |          |          |          |              |              | [øyʔ] 讀     | [ɔyʔ] 角     |

### 聲調
馬祖話有七個單字聲調，平、去、入各分陰陽。這與福州市區的福州話相似，但聲調的實際讀音卻與福州市區並不一定相同。
| 標號     | 1    | 2    | 3    | 4    | 5    | 7    | 8    |
| 名稱     | 陰平 | 上聲 | 陰去 | 陰入 | 陽平 | 陽去 | 陽入 |
| 鬆緊韻   | 緊   | 緊   | 鬆   | 鬆   | 緊   | 鬆   | 緊   |
| 調值     | 55   | 33   | 312  | 13   | 51   | 131  | 5    |
| 例字     | 君   | 臺   | 祖   | 去   | 話   | 福   | 掘   |
| 馬拼範例 | oung | ōung | ǒung | óuh  | òung | ôung | ouh  |

陰去的讀音雖表記為「312」，但在口語中往往被讀成半陰去「31」或「11」。

### 聲調與鬆緊韻的關係
與福州話相同地，在馬祖話中，平聲、上聲和陽入是緊韻，去聲和陰入則是鬆韻。
以下以平話字「a̤」的發音為例介紹鬆緊韻。「a̤」的緊韻為[ɛ]、鬆韻為[ɑ]，那麼，「a̤」的所有聲調發音如下表：
| 聲調     | 陰平                                                            | 上聲  | 陰去    | 陰入  | 陽平  | 陽去    | 陽入 |
| 調值     | 55 ˥˥                                                           | 33 ˧˧ | 312 ˧˩˨ | 13 ˩˧ | 51 ˥˩ | 131 ˩˧˩ | 5 ˥  |
| 鬆緊韻   | 緊                                                              | 緊    | 鬆      | 鬆    | 緊    | 鬆      | 緊   |
| 平話字   | ă̤                                                               | ā̤     | á̤       | á̤h    | à̤     | â̤       | ă̤h   |
| 國際音標 | ɛ˥˥                                                             | ɛ˧˧   | ɑ˧˩˨    | ɑʔ˩˧  | ɛ˥˩   | ɑ˩˧˩    | ɛʔ˥  |
|          | ※註：「陰去」（312 ˧˩˨）在口語中一般被讀成「半陰去」（31 ˧˩）。 |       |         |       |       |         |      |

上表中，緊韻聲調的「ă̤」應讀作[ɛ˥˥]而不是[ɑ˥˥]；同理，鬆韻聲調的「â̤」則應讀作[ɑ˩˧˩]而不是[ɛ˩˧˩]，以此類推。

## 連讀變化

### 聲母類化
| 前字的韻尾             | 後字的聲母 |
| 元音韻尾               | - [p]和[pʰ]變化為[β]； - [t]、[tʰ]、[s]、[n]變化為[l]； - [ts]、[tsʰ]變化為[ʒ]； - [k]、[kʰ]、[h]變化為零聲母； - [l]、[m]、[ŋ]不變化。      |
| 鼻音韻尾（[-ŋ]）       | - [p]、[pʰ]變化為[m]； - [t]、[tʰ]、[s]、[l]變化為[n]； - [ts]、[tsʰ]變化為[ʒ]； - [k]、[kʰ]、[h]和零聲母變化為[ŋ]； - [n]、[m]、[ŋ]不變化。 |
| 入聲韻尾（[-ʔ]、[-k̚]） | 所有聲母都不變化。 |

### 連讀變調
當兩個或兩個以上的字拼讀成一個詞語時，前字的聲調可能會受到後字聲調的影響而發生變化，這種現象稱作連讀變調。馬祖話與福州話相似，兩字連讀中，只有前字才有可能發生變調現象，後字則一概不變調。
雙字連讀變調規則見下表（綠色（縱行）代表前字，藍色（橫行）代表後字，表格中的數據為連讀之後前字的聲調）：
|            | 陰平, 55                       | 陽平, 51                       | 陽入, 5                        | 上聲, 33                 | 陰去, 312                | 陽去, 131                | 陰入, 13                 |
| 陰平, 55   | 上聲, 33                       | 上聲, 33                       | 上聲, 33                       | 陽平, 51                 | 陽平, 51                 | 陽平, 51                 | 陽平, 51                 |
| 陰去, 312  | 上聲, 33                       | 上聲, 33                       | 上聲, 33                       | 陽平, 51                 | 陽平, 51                 | 陽平, 51                 | 陽平, 51                 |
| 陽去, 131  | 上聲, 33                       | 上聲, 33                       | 上聲, 33                       | 陽平, 51                 | 陽平, 51                 | 陽平, 51                 | 陽平, 51                 |
| 陰入甲, 13 | 上聲, 33                       | 上聲, 33                       | 上聲, 33                       | 陽平, 51                 | 陽平, 51                 | 陽平, 51                 | 陽平, 51                 |
| 上聲, 33   | 半陰去, 31                     | 半陰去, 31                     | 半陰去, 31                     | 13 相當於丟失入聲的陰入  | 陰平, 55                 | 陰平, 55                 | 陰平, 55                 |
| 陰入乙, 13 | 31+[-ʔ] 相當於添加入聲的半陰去 | 31+[-ʔ] 相當於添加入聲的半陰去 | 31+[-ʔ] 相當於添加入聲的半陰去 | 陰入, 13                 | 陽入, 5                  | 陽入, 5                  | 陽入, 5                  |
| 陽平, 51   | 上聲, 33                       | 半陰去, 31                     | 半陰去, 31                     | 上聲, 33                 | 半陰去, 31               | 半陰去, 31               | 半陰去, 31               |
| 陽入, 5    | 上聲, 33 或上聲+[-ʔ]           | 上聲, 33 或上聲+[-ʔ]           | 上聲, 33 或上聲+[-ʔ]           | 陽平（51） 或 陽入 （5） | 陽平（51） 或 陽入 （5） | 陽平（51） 或 陽入 （5） | 陽平（51） 或 陽入 （5） |

上表中，「陰入甲」指的是以[-ʔ]韻尾的陰入字，「陰入乙」指的是以[-k̚]為韻尾的陰入字。今天，這兩套入聲韻尾在單字讀音中已無區別，只有少數老年人能夠區分開來；其差別僅在連讀變調的時候才能夠體現出來。

### 鬆緊變韻
馬祖話與福州話相似，存在著鬆緊韻（詳見上文）；同樣地，馬祖話在字詞連讀時，也存在著鬆緊變韻的現象。
例如：「技師」一詞：「技」讀「kɛi˧˩˨」是陰去，屬鬆韻；「師」讀「sy˥˥」，是陰平。陰去與陰平連讀讀上聲，屬緊韻。因此此詞中的「技」應該讀「ki˧˧」，發生了鬆緊變韻現象。又由於s在元音韻尾之後發生聲母類化，成為l，因此實際讀作「ki˧˧ ly˥˥」。
又如：「臺灣」一詞，「臺」讀「tai˥˩」是陽平，屬緊韻；「灣」讀「uaŋ˥˥」，是陰平。陽平與陰平連讀讀上聲，屬緊韻。因此此詞中的「臺」應該讀「tai˧˧」，沒有變韻。此外，這兩個字連讀也沒有發生聲母類化的現象（見上表），因此實際讀作「tai˧˧ uaŋ˥˥」。

## 差異

### 馬祖話與福州市的福州话之差異
馬祖話與福州市的福州話雖能夠互通，就總體而言可以說是大同小異。但腔調、用詞等等方面存在著不少區別。
例如馬祖話稱「我」為「ŋui˧˧」，稱「我們」為「nɔŋ˧˩ ŋa˥˥」。而在福州市區通行的福州話中，稱「我」為「ŋuai˥˥」，稱「我們」為「naŋ˥˥ ŋa˥˥」。
又如馬祖話稱「舌頭」為「舌囝」（siĕh-giāng），福州話說「喙舌」（chói-siĕh）；稱「中間」為「當當中」（dăng-dăng-dŏng），福州話說「臺臺中」（dài-dài-dŏng）；稱「除夕」為「廿九暝」（niék-gāu-màng），福州話則稱為「三十暝晡」（săng-sĕk-màng-buŏ）。
也有詞彙相同但詞義不同的詞彙。例如：「過身」（guó-sĭng）一詞在馬祖話中意思是「逝世」（與臺灣閩南語中同義），但在福州市的福州話中卻是「時過境遷」的意思，「過世」（guó-sié）才是「逝世」的意思。馬祖人稱「爺爺」為「依爺」（ĭ-iè），但在福州話中卻是「父親」的意思，福州話稱爺爺為「依公」（ĭ-gŭng）。
由於兩岸分治的緣故，今日的馬祖話與福州市的福州話產生了更多不一樣的詞彙，這些詞彙有的是政治背景下特有的詞彙，有的是現代科技方面的詞彙。例如「網際網路」（中國大陸稱「互聯網」）、「滑鼠」（中國大陸稱「鼠標」）等等。
福州话和馬祖話的關係，跟閩南語中的泉州話、漳州話與臺灣話的關係相似。福州語為馬祖話之源頭，但馬祖話又不完全等同於福州市的福州话。

### 馬祖話在馬祖列島中的差異
在馬祖，馬祖話存有不同口音，如長樂口音、連江口音、福清口音、罗源口音等，此為馬祖列島中的馬祖話在口音上的差異。另外亦有詞彙上的差異，比如「等一下」馬祖話中普遍作「等下」（dīng-hâ），於南竿津沙居民有表達作「且慢」（chiā-mâing）者。

## 現狀

### 馬祖
同其他閩語閩東片的方言一樣，馬祖話的現狀不容樂觀。20世紀中葉，大量國軍進駐馬祖。為了「保鄉衛島」，國軍在當地大力掃盲、推行國語，以求達成「軍民協同、聯手作戰」的目標。馬祖防衛指揮部要求各村聚落設立「指導員」，讓成人參加「民眾識字補習班」補習國語和識字，讓適齡兒童進入簡易學校學習。這項激進的語言政策最終導致了全縣通行國語，人人能說會寫，但馬祖話的地位被嚴重弱化，馬祖的語言文化被徹底顛覆。近年來，隨著馬祖地區開放觀光，以及大量民眾移民臺灣島，有不少馬祖的在地居民開始會說閩南語臺灣話，作為母語的馬祖話面臨式微困境，年輕一輩不太說甚至不會說。為了保護本土語言，2000年頒佈的《大眾運輸工具播音語言平等保障法》規定馬祖地區的大眾交通工具上必須加播馬祖話的播音，以保護馬祖話在公共場合的使用。同時，在校園裡實施馬祖話教育。在國小鄉土語言教材中，早期教材多採用福州市市區福州語讀音，後來馬祖當地母語者參與教材編纂，2010年以後出版的教材主要採用馬祖當地讀音。

### 桃園
馬祖移民到桃園市之人數高達五萬人，普遍定居在八德、中壢地區，尤其桃園市八德區為全國最多馬祖人居住的地區，較馬祖列島當地人口還多。基於桃園與馬祖二縣市的淵源，桃園市政府成立「桃園馬祖交流小組」，積極推動兩縣市文化等多方面的交流，一同推廣馬祖歷史文化及傳承馬祖母語，並於八德區的「馬祖會館」開設馬祖話教學課程，建立馬祖話的承續及保存機制。

### 立法保護
2000年3月31日，《大眾運輸工具播音語言平等保障法》通過，馬祖話被列為馬祖地區的大眾運輸工具並用播音語言之一。目前其使用的範圍為：縣內公車之車上廣播；臺北松山機場、臺中清泉崗機場馬祖航班之機場廣播；連江縣南竿機場、北竿機場之機場廣播；國內線馬祖航班之機上廣播。
2019年1月11日，《國家語言發展法》通過，作為中華民國本土語言之一的馬祖話成為法律保護對象。馬祖話將於2022年成為連江縣學生的必修課。